# Der Freund
Der Freund es una película de comedia dramática suiza dirigida por Micha Lewinsky y estrenada en 2008. Philippe Graber y Johanna Bantzer interpretan los papeles principales. El debut como director de largometraje de Lewinsky fue galardonado con el Swiss Film Prize y el Zurich Film Prize en 2008.
Las canciones cantadas por Emilie Welti en el papel de Larissa son propias. Además, se encargó de la banda sonora junto a Marcel Vaid bajo su nombre artístico Sophie Hunger. La película fue recomendada sin éxito para una nominación al Oscar por la Oficina Federal de Cultura.

## Sinopsis
Emil es un forastero tímido y algo torpe. En la vida real, tendría pocas posibilidades de encontrar novia. Pero Emil, de todas las personas, obtiene la atención deseada de la cantante de blues segura de sí misma Larissa, quien es adorada por todos. Se encuentran por primera vez en un café e intercambian números de teléfono celular.
Sin embargo, pronto queda claro que Larissa tiene un propósito específico en mente. Ella tiene la intención de suicidarse y le pide a Emil que finja ser su novio para su familia. Después de su muerte, se convierte en un invitado constante en la casa de los padres de Larissa y se enamora de su hermana Nora. Sin embargo, la familia no debe aprender nada sobre su verdadera historia con Larissa.

## Reparto
- Philippe Graber como Emil Funk
- Johanna Bantzer como Nora Mahler
- Andrea Burgin como María Mahler
- Michel Voita como Jean-Michel Mahler
- Emilie Welti como Larissa Mahler
- Teresa Affolter como Edith Funk
- Patrick Serena como Gion

## Recepción
Der Freund es abismal y alegre, simple e inteligente, ligera y profunda, opresiva y ambiciosa. El debut cinematográfico de Micha Lewinsky es de sutil riqueza. Una discreta, por no decir una pequeña obra maestra tímida.
Maximilian Probst:Die Zeit